# Phi-X174
Phi X 174 (hay phi X) là tên của sinh vật ăn vi khuẩn (bacteriophage) đầu tiên được sắp chuỗi hoàn toàn genome của nó bởi nhà khoa học người Anh Frederick Sanger và cộng sự năm 1977 .

## Hình ảnh

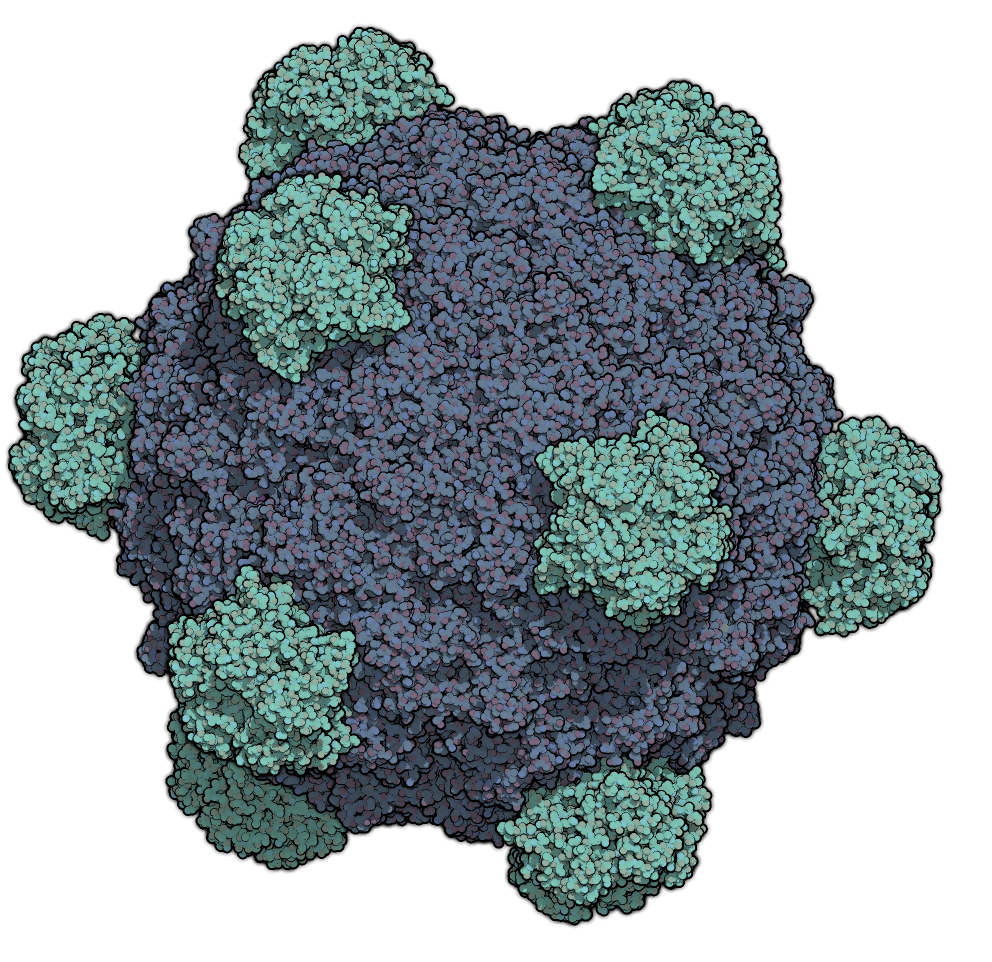